# Гліник-Заборовський
Гліник-Заборовський (пол. Glinik Zaborowski) — село в Польщі, у гміні Стрижів Стрижівського повіту Підкарпатського воєводства.
Населення — 584 особи (2011).
У 1975-1998 роках село належало до Ряшівського воєводства.

## Демографія
Демографічна структура станом на 31 березня 2011 року:
|          | Загалом | Допрацездатний вік | Працездатний вік | Постпрацездатний вік |
| -------- | ------- | ------------------ | ---------------- | -------------------- |
| Чоловіки | 275     | 57                 | 186              | 32                   |
| Жінки    | 309     | 59                 | 178              | 72                   |
| Разом    | 584     | 116                | 364              | 104                  |